# Inkscape

Inkscapeでの編集例

Inkscape（インクスケープ）はオープンソースで開発されているベクター画像編集ソフトウェア（ドローソフト）。

## 概要
InkscapeはXML、SVG、CSS などの標準に完全に準拠したグラフィックツールとなることを目標としている。クロスプラットフォームなソフトウェアであり、Linux、Unix系オペレーティングシステム (OS)、macOS、Windows などで動作する。
開発の主体はLinuxで行われている。今後 SVG、CSSの標準への準拠をさらに完全にしていくことが可能で、それにはSVGアニメーションの対応も含まれる。現在も活発に開発中であり、新しい機能が定期的に加えられている。

## 歴史
Inkscapeは、2003年にベクター画像編集ソフトSodipodiのフォークとしてスタートした。元となったSodipodiは2004年2月のバージョン 0.34 より事実上開発が停止している。さらにそのSodipodiはGill (Gnome Illustration app)という、ラファエル・レヴィーン（Raph Levien）が書き1999年にスタートしたドローソフトのフォークである。
Sodipodiの開発者であったTed Gould、Bryce Harrington、MenTaLguYが、プロジェクトの目的の差異、外部からのコントリビューションに積極的でないこと、技術的な意見の差異などから、2003年にSodipodiから分かれてInkscapeプロジェクトを立ち上げた。彼らはSVGの完全準拠を目的にすることにした。
開発はトップダウン方式ではなく、多くの開発者が平等かつ活発に参加する方式を取っている。このような方式であるために多くの新規開発者が加わった。SodipodiはGIMPに似たControlled Single Document Interface (CSDI) を採用していたが、開発者の一人のBulia Byakは、現在のInkscapeのユーザインタフェースのアーキテクチャを作成した。
Inkscapeは元のSodipodiのコードに対して数多くの変更が加えられている。例えば、開発言語をCからC++に変えたこと、GTKベースからそのC++バインディングであるgtkmmベースに変えたこと、ユーザインタフェースをデザインしなおして改善したこと、そのほか数多くの新機能を追加したことなどである。

### リリース履歴
Sodipodiのリリースについては示さず、フォーク後のInkscapeのみ以下に示す。
| バージョン                                                             | リリース日     | 備考 |
| ---------------------------------------------------------------------- | -------------- | --- |
| 0.35                                                                   | 2003年10月14日 | Inkscapeの最初のリリース。この時点ではSodipodiからのフォーク直後であり、非常に類似したソフトであった。 |
| 0.36                                                                   | 2003年12月11日 | メニューバーやツールバーをドキュメントウィンドウごとにあるユーザインタフェースに変更した。 |
| 0.37                                                                   | 2004年2月10日  | パスのインセットやアウトセット、論理演算 (boolean operator) を追加した。 |
| 0.38.1                                                                 | 2004年4月8日   | バグフィックスの他、テキストのカーニングやトラッキングや多段グラデーションのサポートの他、使い勝手を向上させた。 |
| 0.39                                                                   | 2004年7月15日  | Pango を使った最初のリリースで他言語の取り扱いがよくなった。また、マーカーやクローンやパターンをサポートした。 |
| 0.40                                                                   | 2004年11月28日 | レイヤーやビットマップ画像のトレース機能やテキストをパスに乗せる機能を追加。 |
| 0.41                                                                   | 2005年2月10日  | グリッド配置やカラートレースを追加。 |
| 0.42                                                                   | 2005年7月24日  | テキストのフロー配置（テキストをフレームに挿入）を追加。テキストスパンのサポート。グラデーションツールを新しくした。 |
| 0.43                                                                   | 2005年11月19日 | コネクターツール、ホワイトボード機能の追加。タブレットのサポート、ノードツールの使い勝手を向上した。 |
| 0.44                                                                   | 2006年6月22日  | レイヤダイアログ、クリッピング、マスキングのサポート、透過 PDF 出力の改善。OpenDocumentフォーマットのエクスポートに対応。 |
| 0.45                                                                   | 2007年2月5日   | ガウスぼかしのサポート。 |
| 0.45.1                                                                 | 2007年3月23日  | バグフィックスとユーザインタフェースの翻訳の改善。 |
| 0.46                                                                   | 2008年3月24日  | |
| 0.47                                                                   | 2009年11月24日 | 自動保存、スペルチェッカー機能の追加。フィルタの追加。PS、EPS出力の改善。 |
| 0.48                                                                   | 2010年8月23日  | スプレーツール、マルチパス編集、上付き・下付きなどのテキスト関連の強化。 |
| 0.91                                                                   | 2015年1月30日  | レンダリングエンジンcairoの採用、OpenMPによるマルチスレッド処理への対応、テキストツールの改良、ものさしツール、タイプデザイン機能、シンボルライブラリとVisioステンシルのサポート、WMF/EMFのインポートおよびエクスポート、実世界での単位（ミリメートルなど）のサポート、メモリ消費量の大幅な減少、反応性の向上、他 |
| 0.92                                                                   | 2017年1月4日   | SVG2、CSS3への対応の改善。 Inkscapeのデフォルト解像度を90dpiから96dpiに変更。 |
| 0.92.3                                                                 | 2018年3月22日  | 双方向テキストに対応。 windowsユーザーに対する起動パフォーマンスの改善。 |
| 0.92.4                                                                 | 2019年1月17日  | 安定性の向上、バグ修正 |
| 0.92.5                                                                 | 2020年4月9日   | 安定性の向上、バグ修正、エクステンションを Python 2 と 3 で互換 |
| 1.0                                                                    | 2020年5月4日   | 安定版リリース |
| 1.1                                                                    | 2021年5月24日  | 新しい起動時ウィンドウ、コマンドパレット、ノードツール時でのパスのコピー及びペースト、ダイアログの新しいドッキングシステム、画像のエクスポート（PNG/JPEG/TIFF/WebP）、機能拡張マネージャー（ベータ版）など。 |
| 1.1                                                                    | 2021年5月24日  | コアとGUIに目立つ改訂、サポートはPython 3拡張機能に限定、ライブパスエフェクト改善 (LPE)。 |
| 1.1.1                                                                  | 2021年9月27日  | バグ修正及び GUI の改善。 |
| 1.1.2                                                                  | 2022年2月5日   | バグ修正その他改善。 |
| 1.2                                                                    | 2022年5月16日  | 複数ページ対象のページツール、編集可能なマーカとダーシのパターン、レイヤとオブジェクトのダイアログを統合、オブジェクトの位置合わせと移動に複数の改善、gradient 編集のオプション追加、エクスポートのオプション追加により対象に複数のファイル形式を指定可能、SVG フォントエディタの改善、タイリングに新しいライブパス効果、パフォーマンス改善、バグ修正、GUI の改善。 |
| 1.2.1                                                                  | 2022年7月14日  | バグ修正その他改善。 |
| 1.2.2                                                                  | 2022年12月5日  | バグ修正その他改善。 |
| 1.3                                                                    | 2023年7月23日  | シェイプ ビルダー キャンバス上にシェイプを構築するためのツール (ブール ツール)、フォントコレクション、パターンエディター、「ドキュメントリソース」ダイアログ、完全非同期のマルチスレッドレンダリングによるパフォーマンスの向上、LPE ダイアログの再設計、キャンバス上のパターン編集の改善、PDFインポートの改善、ページの余白と裁ち落とし、[レイヤーとオブジェクト]ダイアログの検索、不透明度、ブレンド モードと、オプションの永続スナップ バーが復活、XML エディターでの構文の強調表示、バグ修正。 |
| 凡例サポート終了サポート中現行バージョン最新プレビュー版将来のリリース |                | |

USBメモリなどの上で動作可能なポータブルアプリケーションとしてInkscape Portableも開発されている。

## Adobe Illustrator の代替ソフトとして
Adobe Illustrator の代替ソフトとして紹介されることも多い。入門書は多く、ウェブデザインなどの用途に限定すれば代替になりうる。
一方で、印刷物の作成を目的として作られたソフトではないため、商業印刷では完全な代替にはならない。ほかに次のような違いがある。
- Linux系のユーザインタフェース・メニューの階層構造が独自体系であるため使い勝手に違いがある
- 処理速度が遅い[要追加記述]
- 安定性にやや難がある[要追加記述]
- aiファイルの再現性に難がある[要追加記述]
- CMYKカラーでの出力に非対応
- 日本仕様のトンボの出力に非対応
- 縦書きの対応は不完全
- 実務で多用する便利な各種機能の不足[要追加記述]
- 実践的な使用方法を紹介した書籍はAdobe llustratorと比べると少ない

## 関連書籍
- 水上淳嗣『Inkscapeパーフェクトガイド』晋遊舎〈100%ムックシリーズ〉、2007年。NCID BA83241788
- Inkscapeマスターテクニック : 無料グラフィックソフトを極める!!	晋遊舎〈100%ムックシリーズ〉、2011年。NCID BB06499724
- Kome;DO NOT EAT・第二I/O編集部『「GIMP」「Inkscape」ではじめるグラフィック&フォトレタッチ : フリーソフトで本格的な「素材制作」&「写真加工」!』工学社〈I/O books〉、2011年。NCID BB07141103
- 羽石相 『無料で使えるベクターグラフィック Inkscapeスタートブック』 秀和システム、2012年3月20日、NCID BB09366975
- 大西すみこ・小笠原種高・羽石相 『できるクリエイター Inkscape独習ナビ Windows&Mac対応 できるクリエイターシリーズ』 インプレス〈できるクリエイターシリーズ〉、2016年9月26日。NCID BB22388564
- 羽石相『無料で使えるイラストソフトInkscapeスタートブック』秀和システム、2017年。NCID BB23266096
- 飯塚将弘 『すぐに作れる ずっと使える Inkscapeのすべてが身に付く本』 技術評論社、2019年6月17日